# Karl Überla
Karl Überla (* 29. Januar 1935 in Leitmeritz, Tschechoslowakei; † 12. Juni 2024 in München) war ein deutscher Mediziner und Epidemiologe. Er arbeitete bis zu seiner Emeritierung als Professor am Institut für medizinische Informationsverarbeitung, Biometrie und Epidemiologie (IBE) an der Ludwig-Maximilians-Universität in München. Von 1974 bis 2004 war er Direktor des Institutes.

## Wissenschaftliche Karriere
Von 1954 bis 1960 studierte er an den Universitäten Heidelberg, München (LMU), Innsbruck und Freiburg Medizin. An der Universität Freiburg studierte er von 1957 bis 1962 Psychologie. Dort legte er 1960 sein medizinisches Staatsexamen ab und wurde zum Dr. med. promoviert. Nach der Diplom-Hauptprüfung für Psychologen 1962 an der Universität Freiburg erhielt er 1963 seine Approbation als Arzt. Von 1962 bis 1963 war er Gastdozent  am Laboratory for Personality Assessment and Group Behaviour der University of Illinois in den USA. Als wissenschaftlicher Assistent am Institut für Medizinische Statistik und Dokumentation der Universität Mainz war er von 1964 bis 1968 tätig. 1968 wurde er in Mainz für Medizinische Statistik und Dokumentation habilitiert. 1968 und 1973 hatte er einen Lehrstuhl für Medizinische Statistik, Dokumentation und Datenverarbeitung der Universität Ulm inne. An derselben Universität war er in den Jahren 1971/1972 Dekan der Fakultät für Theoretische Medizin sowie 1972/1973 Prorektor. Von 1974 bis 2004 hatte er den Lehrstuhl für Medizinische Informationsverarbeitung, Biometrie und Epidemiologie der LMU München inne und war am Institut für Medizinische Informationsverarbeitung, Statistik und Biomathematik im Klinikum Großhadern der LMU tätig. 1979 wurde er mit dem Paul-Martini-Preis ausgezeichnet.
Von 1981 bis 1985 war Karl Überla Präsident des Bundesgesundheitsamtes (BGA). Für diese Zeit wurde er vom IBE teilbeurlaubt. Wegen Interessenskonflikten mit verschiedenen Beratertätigkeiten für die Pharmaindustrie und Zuwendungen des Verbandes der Cigarettenindustrie (VdC) an ein von ihm geleitetes Unternehmen musste er sein Amt am 15. April 1985 niederlegen. Sein Nachfolger wurde Dieter Großklaus.
1992 initiierte er den postgradualen Studiengang Öffentliche Gesundheit und Epidemiologie der Medizinischen Fakultät der LMU. Unter dem Titel Pettenkofer School of Public Health werden heute differenzierte Studiengänge durchgeführt. Von 1994 bis 2000 war er Sprecher des Münchner und ab 1997 des Bayerischen Forschungsverbunds Public Health – Öffentliche Gesundheit, der vom BMBF in 20 umfangreichen Projekten gefördert wurde.
Von 2002 bis 2005 war er Vorstandsmitglied der TMF – Technologie- und Methodenplattform für die vernetzte medizinische Forschung in Berlin. Dort wurden Projekte in verschiedenen medizinischen Bereichen durchgeführt wie Darmkrankheiten, Leukämie, Lymphome, pädiatrische Onkologie, Herzkrankheiten, Depression, Parkinson, Schizophrenie und Schlaganfall. Überla war Herausgeber der Reihe der GMDS Medizinische Informatik, Biometrie und Epidemiologie mit 90 Bänden von 1975 bis 2006.

## Einflussnahme des Verbandes der Cigarettenindustrie
Während seiner Zeit als Präsident des Bundesgesundheitsamts war Überla auch Leiter der GIS (Gesellschaft für Informationsverarbeitung und Statistik in der Medizin), einer privaten Forschungseinrichtung. 1982 beauftragte der Verband der Cigarettenindustrie die GIS mit einer Studie über Passivrauchen und Lungenkrebs. Dafür erhielt die GIS insgesamt etwa 2 Millionen DM vom VdC. Nach einem Bericht des Center for Tobacco Control Research and Education in San Francisco war Überla vermutlich die wichtigste gesundheitspolitische Autorität, mit der die Tabakindustrie im Verlauf der 1980er-Jahre verbündet war.
Als BGA-Präsident sorgte Überla zumindest dafür, dass eine offizielle Stellungnahme des Bundesgesundheitsamtes der Tabakindustrie nicht zum Nachteil gereichte. Eine von seinen Mitarbeitern getroffene Beurteilung über Passivrauchen änderte er schriftlich zu Gunsten der Tabakindustrie ab. Aus Schlussfolgerungen des BGA-Berichtes über Lungenkrebs bei Personen, die Passivrauch ausgesetzt waren, wurden so Hypothesen. Aus „nachgewiesenen Ergebnissen“ wurden „beschriebene Ergebnisse“. Die begründete Annahme, dass Passivrauchen die Lungenfunktion negativ beeinflusst und chronisch schädigt, sowie das Lungenkrebsrisiko von Nichtrauchern erhöht, strich Überla. Nach seiner Bearbeitung wurde Passivrauch lediglich als „Belästigung“ bezeichnet, nicht als gefährliche Substanz.
Auch in die Cumarin-Affäre 1982 war Überla als BGA-Präsident verwickelt. Cumarin wurde als Zusatzstoff für Tabakprodukte verboten. Die Tabakindustrie wollte dagegen Cumarin als Geschmacksverstärker für „Light“-Zigaretten einsetzen. Der VdC argumentierte, dass bei den Versuchen am Max-von-Pettenkofer-Institut des BGA die Dosierung „unnatürlich hoch“ gewesen sei – eine Ansicht, die auch Überla teilte.

## Publikationen
Überla konnte auf mehr als 330 Publikationen aus den Bereichen Epidemiologie, Biometrie und Medizinische Informatik verweisen. Nachfolgend eine Auswahl seiner wichtigstes Publikationen.

### Bücher
- Faktorenanalyse: Eine systematische Einführung für Psychologen, Mediziner, Wirtschafts- und Sozialwissenschaftler. Springer-Verlag, 1971, ISBN 978-3-642-61985-4.
- Hans-Konrad Selbmann, Karl Überla, Reinald Greiller: Alternativen medizinischer Datenverarbeitung. Springer-Verlag, 1976, 175 S.

### Fachartikel
- Modelluntersuchungen über den Verwendbarkeit der Varianzanalyse auf Zeit-Wirkungs-Verläufe. In: Arzneimittel Forschung, Band 18 (1968), S. 71–77.
- Methodological Considerations for Phase 1 Studies. In: Advances in Clinical Pharmacology, Band 13 (1977), S. 195–208.
- Probleme zwischen Informatik und Medizin – die Sicht des Anwenders. In: Informatik-Spektrum, Band 2 (1979), S. 4–11.
- Zur wissenschaftlichen Bestimmung von Sicherheit und Risiko. In:  Günter Rohrmoser, Elke Lindenlaub (Hrsg.): Fortschritt und Sicherheit. Schattauer, Stuttgart/New York 1980, S. 61–69.
- Randomized Clinical Trials: Why not? In: Controlled Clinical Trials, Band 1 (1981), S. 295–303.
- Ungleiche Maßstäbe in der Medizin. In: Münchner Medizinische Wochenschrift, Band 124 (1982), H. 9, S. 13–15.
- Die Qualität der Erfahrung in der Medizin. In: Münchner Medizinische Wochenschrift, Band 1982, H. 46, S. 18–21.
- Möglichkeiten und Grenzen der Qualitätsbeeinflussung in der Medizin. In: Medizin, Mensch und Gesellschaft, Band 7 (1982), H. 2, S. 115–121.
- Umweltvorsorge und Gesundheit. Vortrag am 12.10.1984 in Berlin. In: Umweltbundesamt Texte. 1984, H. 25, S. 81–96.
- Perspektiven der Selbstmedikation. In: Selbstmedikation in der BRD 1984. Hrsg. vom Bundesfachverband der Arzneimittel-Hersteller. S. 75–86.
- Lung cancer from passive smoking: hypothesis or convincing evidence? In: International Archives of Occupational and Environmental Health, Band 59 (1987), H. 5, S. 421–437, doi:10.1007/BF00377837.
- Methodological Concepts: What could we know and what should we know in drug epidemiology? In: Helmut Kewitz, Ivar Roots, Karlheinz Voigt (Hrsg.): Epidemiological Concepts in Clinical Pharmacology. Springer, Berlin/Heidelberg 1987, S. 23–33.
- Karl Überla, Wilfried Ahlborn: Passive smoking and lung cancer: A re-analysis of Hirayamas data. 1987. Bates No. 401031174/1180 (online).
- Karl Überla, Wilfried Ahlborn: Passive Smoking and Lung Cancer: Re-analyses of Hirayama’s Data. In: Indoor and Ambient Air Quality. Selper, London 1988, S. 169–78.
- Karl Überla, Wilfried Ahlborn: Passive Smoking and Lung Cancer: A Reanalysis of Hirayama’s Data. In: International Archives of Occupational and Environmental Health: Indoor Air Quality Supplement. Springer, Berlin/Heidelberg 1990, S. 333–41, doi:10.1007/978-3-642-83904-7_39.
- Boundaries of Perception and Knowledge for Risk Assessment in Epidemiology. In: International Journal of Epidemiology, Band 19 (1990), H. 3, S. 81–83, doi:10.1093/ije/19.Supplement_1.S81.
- Karl Überla, Reinhold Haux, Thomas Tolxdorff: Empfehlungen zu Aufgaben, Organisation und Ausstattung der Servicebereiche für Medizinische Informationsverarbeitung (klinische Rechenzentren) und der Institute für Medizinische Informatik in den Klinika und Medizinischen Fakultäten der BRD. In: Medizin und Biologie, Band 28 (1997), H. 1, S. 24–45.